# Mimosa albolanata
Mimosa albolanata är en ärtväxtart som beskrevs av Paul Hermann Wilhelm Taubert. Mimosa albolanata ingår i släktet mimosor, och familjen ärtväxter. IUCN kategoriserar arten globalt som livskraftig. Inga underarter finns listade i Catalogue of Life.